# پیتر اوستاس
پیتر اوستاس (انگلیسی: Peter Eustace؛ زادهٔ ۳۱ ژوئیهٔ ۱۹۴۴) بازیکن فوتبال اهل بریتانیا است.
از باشگاه‌هایی که در آن بازی کرده‌است می‌توان به باشگاه فوتبال شفیلد ونزدی، باشگاه فوتبال پیتربورو یونایتد، باشگاه فوتبال روترهام یونایتد، باشگاه فوتبال وورکساپ تاون، و باشگاه فوتبال وستهام یونایتد اشاره کرد.